# Bella Notte
«Bella Notte» (с итал. — «Прекрасная ночь») — песня для анимационного фильма «Леди и Бродяга» (1955) компании Walt Disney Productions. Музыка написана Сонни Берком, слова — Пегги Ли. Песню в фильме исполнил Джордж Гивот, исполняющий роль Тони.
Пегги Ли записала песню для себя в 1955 году на пластинке Decca с хором и оркестром под руководством Виктора Янга. Песня также была записана для альбома Disneyland в исполнении Боба Грабо.
Ронни Хилтон записал песню, а Сив Мальмквист записал песню на шведском языке, выпустив её на пластинке в феврале 1956 года. Песня также была записана группой Vikingarna на альбоме Vikingarnas julparty 1979 года и самим Кристером Сьёгреном на рождественском альбоме När ljusen ska tändas därhemma 1994 года.
Марк Саллинг, Кевин Макхейл и Корд Оверстрит записали песню и исполнили её в двадцать втором эпизоде и финале второго сезона сериала «Хор» 24 мая 2011 года.